# Spoorlijn Langenthal - Oensingen
De spoorlijn Langenthal - Niederbipp - Oensingen is een Zwitserse spoorlijn tussen Langenthal en Niederbipp vroeger, toekomst naar Oensingen. De Langenthal-Jura-Bahn (afgekort: LJB) was een Zwitserse spooronderneming in kanton Bern met de smalspoorlijn tussen Langenthal en Niederbipp (- Oensingen). De spoorlijn is sinds 1999 onderdeel van Aare Seeland Mobil AG. De spoorwijdte is 1000 mm (meterspoor).

## Geschiedenis
Het traject werd door de LJB op 26 oktober 1907 geopend. Op 6 oktober 1917 werd het traject Langenthal – Melchnau door de Langenthal-Melchnau-Bahn (LMB) geopend. De LMB maakte voor een deel gebruik van het LJB traject. Nadat LJB in 1928 het deel traject in Oensingen had stilgelegd werd op 9 mei 1943 het traject Niederbipp - Oensingen stilgelegd en werd Niederbipp een kopstation. Op 19 oktober 2012 werd het traject Niederbipp - Oensingen heropend en op 9 december 2012 werd de treindienst hervat.

## Aansluitingen
In de volgende plaatsen was of is er een aansluiting van de volgende spoorwegmaatschappijen:

### Langenthal
- Mittellandlinie, Spoorlijn tussen Olten en Genève
- Spoorlijn Langenthal - Melchnau, Spoorlijn tussen Langenthal en Melchnau

### Niederbipp
- Spoorlijn Olten - Genève
- Spoorlijn Solothurn - Niederbipp

### Oensingen
- Spoorlijn Olten - Genève
- Spoorlijn Oensingen - Balsthal

## Elektrische tractie
Het traject werd vanaf het begin geëlektrificeerd met een spanning van 1.200 volt gelijkstroom.

## Fusie
Op 1 januari 1958 fuseerden de LJB met de LMB en met de Oberaargau-Jura-Bahnen (OJB). Vervolgens werd in 1959 een samenwerkingsovereenkomst met de SNB gesloten. Door deze samenwerking werd het mogelijk dat de SNB gebruik kon maken van de OJB-werkplaats in Langenthal.
De Oberaargau-Solothurn-Seeland-Transport (OSST), partner van Biel-Täuffelen-Ins-Bahn (BTI) fuseerde in 1999 met de Solothurn–Niederbipp-Bahn (SNB) en de Regionalverkehr Oberaargau (RVO) en ging verder onder de naam Aare Seeland mobil (ASm).
Recent werd door het kanton Solothurn en Bern bekendgemaakt dat het traject tussen Niederbipp en Oensingen in 2011 gereactiveerd gaat worden.